# Тучков-Морозов, Василий Михайлович
Василий Михайлович Тучков-Морозов (ум. 1548) — рязанский наместник, дворецкий и воевода, средний из троих сыновей боярина Михаила Васильевича Тучкова-Морозова. Писатель.

## Биография
В январе 1526 году Василий Тучков-Морозов упоминается в чине свадьбы великого князя московского Василия III Ивановича и Елены Васильевны Глинской: «.. великого князя… другой коровай нес…».
В 1528 году вместе с братом Иваном подписался в поручной грамоте за князей Андрея и Ивана Михайловичей Шуйских, в случае их бегства в Литву должен был внести в казну 200 рублей.
Являлся другом Максима Грека (в 1545 году по его распоряжению была переписана одна из рукописей последнего), привлекался церковным судом в 1525 и 1531 годах по его и Вассиана Косого делу.
По мнению советского историка А. А. Зимина, неисключно, что именно на соборе 1525 года В. М. Тучков привел речи Максима Грека, враждебные самому Василию III: «Просился, государь, Максим у тобя наперед сего прочь, и ты его не отпустил… И Максим говорил: яз чаял, что благочестивый государь, а он таков, как прежних государей, которые гонители на християнство». Впрочем, Максим факт произнесния этих речей отрицал.
Во время малолетства великого князя Ивана IV, когда власть при дворе в 1536 году оказалась в руках князей Шуйских, Василий Тучков-Морозов был выслан ими «чин уставлять воинский» в Великий Новгород. Там, живя в почётной ссылке, по предложению новгородского архиепископа Макария, составил жития новгородских святых (в частности, он составил новую редакцию «Жития Михаила Клопского»), славился у современников мастерством стилистического изложения.
В 1541-1545 годах — рязанский дворецкий. В июне 1543 года в этом качестве командовал полком левой руки под Коломной. В феврале 1547 года упоминается в чине свадьбы царя Ивана Грозного и Анастасии Романовны Захарьиной-Юрьевой: должен был сидеть в дружках со стороны невесты, «… но Василей не был за тем: убился с лошеди; а была жена ево».
В 1548 году Василий Михайлович Тучков-Морозов скончался, не оставив после себя потомства.